# Discolampa icenus
Discolampa icenus är en fjärilsart som beskrevs av Hans Fruhstorfer 1918. Discolampa icenus ingår i släktet Discolampa och familjen juvelvingar. Inga underarter finns listade i Catalogue of Life.